# Château de Hambach
Le château de Hambach se trouve dans le quartier éponyme de la commune de Neustadt an der Weinstraße dans le Land de Rhénanie-Palatinat en Allemagne. C'est un château médiéval qui doit surtout sa renommée à la fête de Hambach y ayant eu lieu en 1832, réunissant le mouvement révolutionnaire allemand, de ce fait il est un symbole de la démocratie allemande.
Il a reçu le Label du patrimoine européen.

## Situation

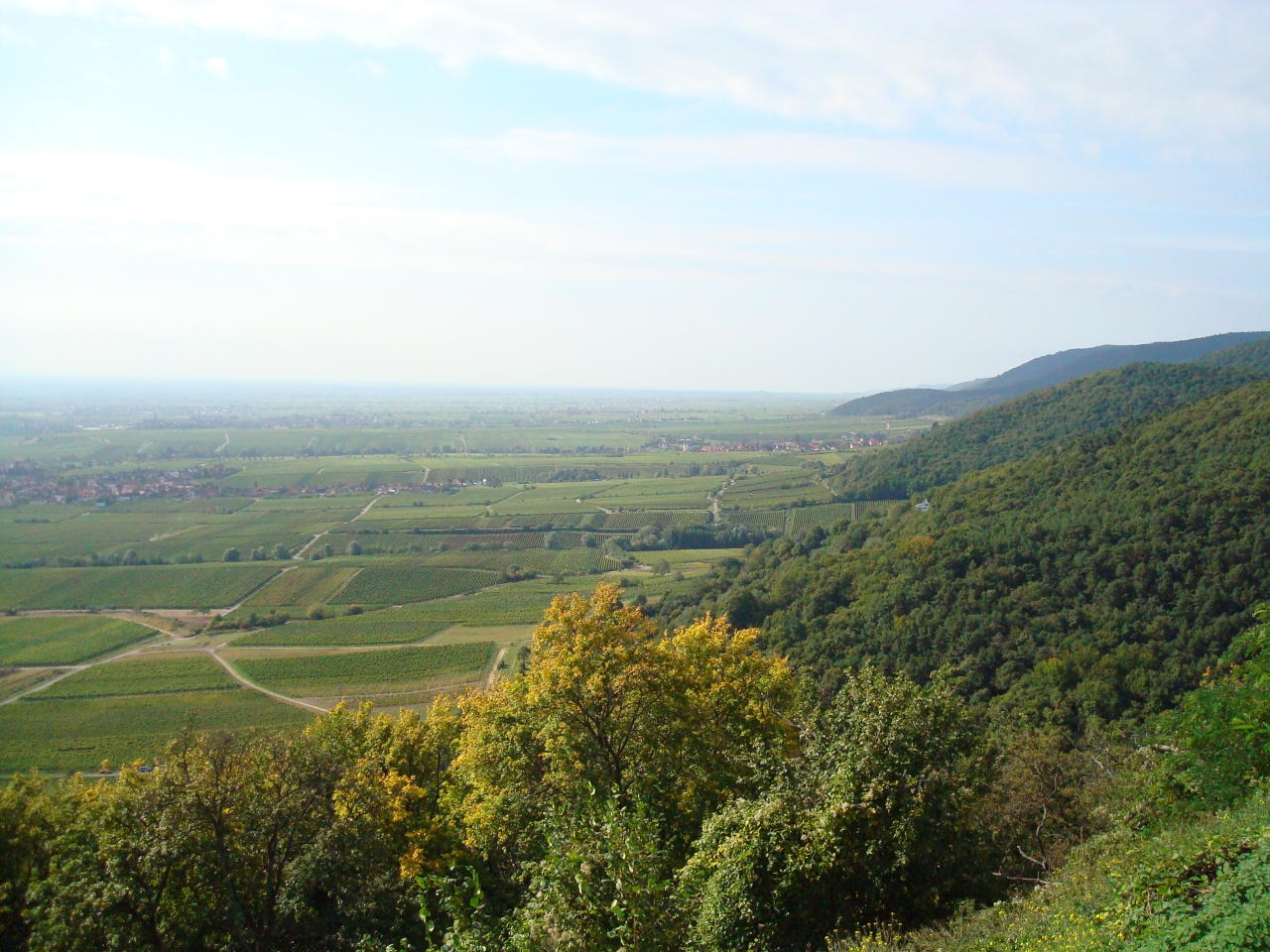
Vue depuis le château sur la plaine du Rhin

Le château se trouve sur le Schlossberg (mont du château), haut de 325 m, qui fait partie de la chaîne de moyenne montagne de la Haardt (de) dans la Pfälzerwald. Depuis cette position on peut apercevoir les vignes de la route des vins allemande (Deutsche Weinstraße) ainsi que le fossé rhénan à l'est de cette route. De ce fait, le château sert à la fois à la défense, mais aussi de point de péage (Raubritter) pour les routes de commerce et le chemin de pèlerinage de Saint-Jacques-de-Compostelle palatin se croisant à Neustadt.

## Histoire

### Jusqu'en 1832
Bâtiments antérieurs
La hauteur où a été construit le château a servi dès le temps de l'Empire romain. Pendant la période des carolingiens tardifs et des ottoniens existait un Fliehburg (château de refuge), entouré d'une enceinte à ce même emplacement.
Construction
C'est dans la première moitié du XIe siècle que fut probablement débutée la construction du château. À cause des châtaigniers environnant (Edelkastanie en allemand) le château reçoit le nom de Kästenburg, variante palatine de Kastanienburg. Il est d'abord peu connu. Des suppositions sans fondement affirment qu'il devint un château d'empire (Reichsburg), d'autres font l'hypothèse qu'il servit de point de départ à la pénitence de Canossa de Henri IV en 1076. La seule chose établie est que l'évêque de Spire Johannes I a ajouté le château, comme le château de Meistersel, aux possessions du diocèse entre 1090 et 1104, et que celui-ci en est resté propriétaire jusqu'à la fin du XVIIIe siècle.
Burkhard et Trushard
Le château jouait un rôle très important dans le dispositif de défense du diocèse au Moyen Âge, comme de nombreuses visites des évêques à partir de 1180 l'attestent. Les premiers maîtres du château étaient plutôt des ministériels que des hommes d'Église. Ainsi on peut trouver traces de Burkhard von Kästenburg, son premier gouverneur de 1154 à 1186, dans les rangs de l'armée. Son frère Trushard en poste de 1178 à 1201, a fait une brillante carrière au service de Henri VI. Il est envoyé royal/impérial en Lombardie à partir de 1188, Podestat de Chieri et Ivrea la même année, puis représentant impérial en Italie en 1193, avant de retourner pour Spire et devenir trésorier.
Ministériels suivants
Les successeurs de Trushard étaient d'autres familles, comme à partir de 1256 les Schnittlauch von Kästenburg. Le poste de gouverneur, qui ne fut plus associé à obligation de résidence en 1272, était épisodiquement combiné aux titres de comte de Palatinat-Deux-Ponts (en 1284) ou de Veldenz (en 1311).
Travaux de reconstruction
Au XIIIe siècle on fit de nombreux travaux dans le château. Par la suite les évêques Nicolas Ier et Matthis Ier en firent d'autre à la fin du XIVe et XVe siècles. Ces travaux ne seraient pas liés à d'hypothétiques destructions lors des affrontements entre Frédéric le Bel et Louis IV. Cette hypothèse est assez répandue mais n'est pas prouvée.
Déclin
Par la suite, le château perd petit à petit de son importance stratégique. Il accueille par exemple les archives de l'évêché dans sa chapelle. Elles sont inaugurés par Nicolas Ier le 12 juillet 1388. Le déclin s'explique aussi par l'érection du nouveau château de Marientraut à Hanhofen entre 1414 et 1420.
En 1466, le comte palatin Frédéric Ier du Palatinat prend sous sa protection certaines parties du diocèse de Spire, parmi celles-ci le château de Hambach. L'inventaire mené deux ans auparavant rapporte que le château possède, à côté de la nourriture et de lits, un âne, deux chevaux – dont un aveugle –, au niveau des armes seules 14 arbalètes sont en état de marche ainsi que 3 treuils et 5 000 flèches, ainsi que quelques carabines de divers types.
Destructions
En 1525, lors de la guerre des Paysans allemands, le château fut pillé par des fermiers du village de Nussdorf. En 1552, il fut conquis puis réduit en cendre par Albert II Alcibiade de Brandebourg-Kulmbach après qu'on lui eut refusé le versement d'une rançon de 150 000 florins. L'évêque Marquard, en poste de 1560 à 1581, se contenta de faire reconstruire les habitations et attribua le reste des ruines à un forestier.
Le reste de l'édifice passa la guerre de Trente Ans sans encombre, mais les soldats français engagés dans la guerre de la Ligue d'Augsbourg détruisent le reste du château en septembre 1688. Entre 1701 et 1703, on entreprit la reconstruction de fortifications, toutefois cela resta inachevé.
À la fin du XVIIIe siècle les territoires à l'ouest du Rhin sont envahis par les troupes révolutionnaires françaises, en 1797 le château devient officiellement français. Après la chute de Napoléon et le congrès de Vienne, les territoires du Palatinat rhénan reviennent au Royaume de Bavière.

### Hambacher Fest

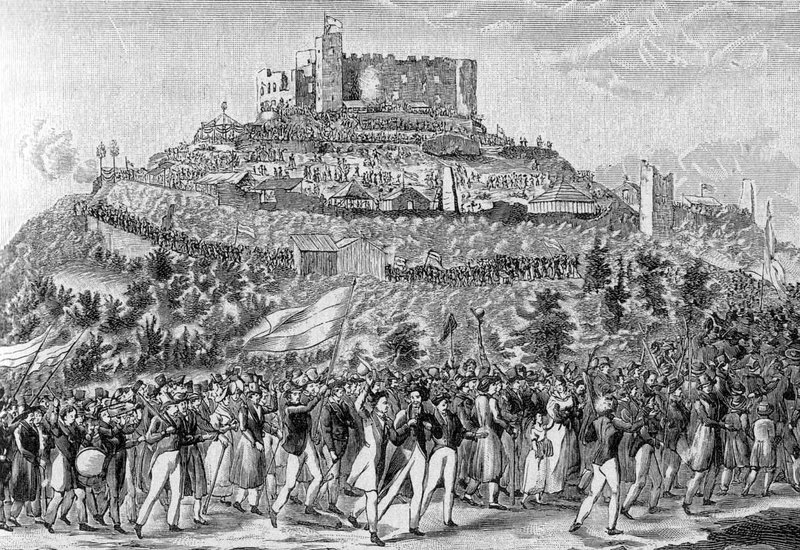
Défilé vers le château de Hambach en 1832

En 1832, les ruines du château sont le théâtre de protestation des démocrates et nationalistes allemands. Pendant quatre jours 30 000 d'entre eux réclament l'unification de l'Allemagne et plus de liberté.
La fête a lieu à cet endroit à cause des mesures des répressions prises par l'administration bavaroise dans le Palatinat. Elle voulait en effet reprendre les acquis apportés par l'occupation française. Après l'introduction d'une censure stricte et l'interdiction de manifestation politique par les autorités bavaroise, la « fête populaire » de Hambach est organisée.

### Après 1832
Projet de reconstruction de Maximilien de Bavière

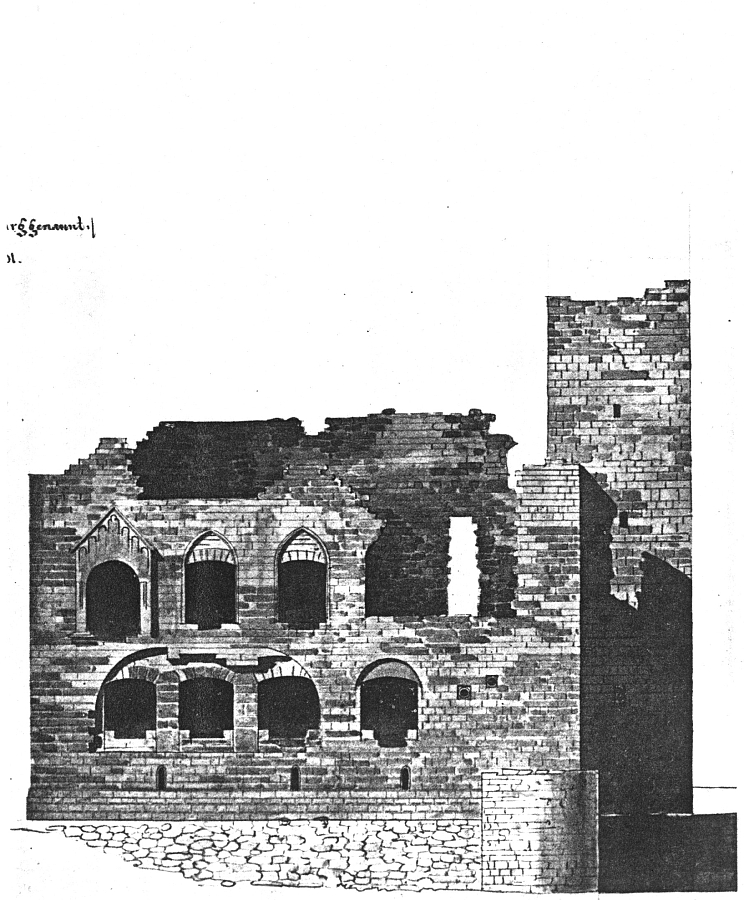
Esquisse des ruines en 1842 avant la reconstruction

En 1842, les propriétaires du château, fidèles au roi, l'offrirent en cadeau de mariage au prince héritier de Bavière Maximilien. Depuis lors on appelle couramment le château le « Maxburg » (le château de Max). En 1844, la reconstruction, dirigée par August von Voit, commença. Bien qu'il n'était pas prévu de reconstruire le château tel qu'il était, les plans d'influences néogothique, tout comme ceux du château de Hohenschwangau, garda des éléments originaux qui en préservent l'ambiance. Ainsi l'encorbellement visible sur la façade, qui semble néogothique, est en fait un élément du château initial. Sur la façade, seuls les ornements des fenêtres et des créneaux sont vraiment neufs. Les travaux avançaient rapidement, et deux ans après leur début on commença les étages. La façade principale était alors achevée, le balcon et les murs des côtés construits, sans décoration toutefois. Mais en 1848, la révolution interrompit les travaux. Ils ne reprirent qu'un siècle plus tard, laissant le château dans un état de chantier.
Rénovation au XXe siècle

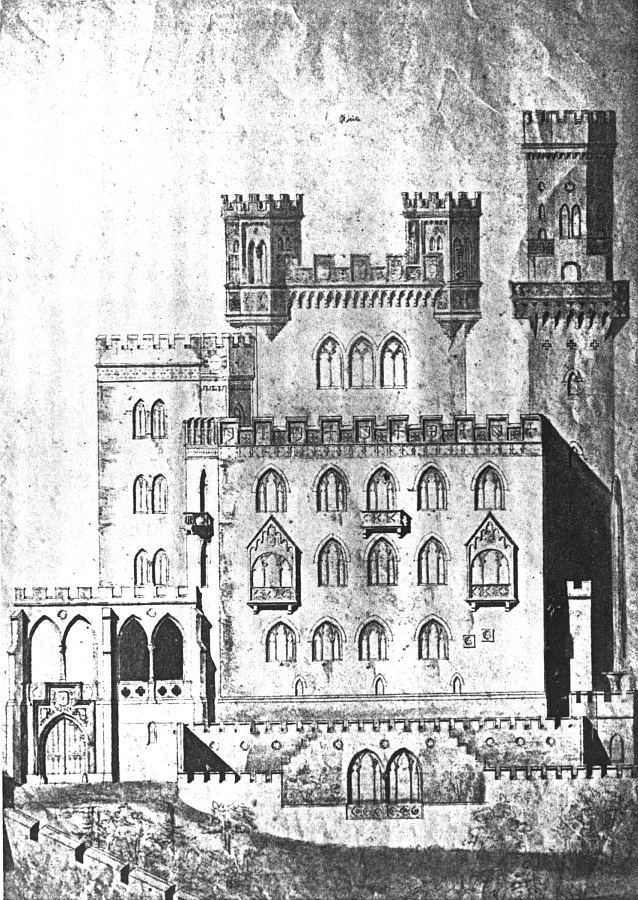
Esquisse de August von Voit

Pour le 150e anniversaire de la fête de Hambach, le château fut complément restauré entre 1980 et 1982 pour un montant de 12 millions de marks (soit 6 millions d'euros). Le château accueille aussi depuis 1982 des expositions permanentes.
En 2006, une nouvelle restauration a eu lieu obligeant la fermeture temporaire du château entre le 17 juillet 2006 et le 24 mai 2007. Un point important des travaux consistait à rendre le site accessible aux handicapés avec notamment l'installation d'un ascenseur. Pour célébrer le 175e anniversaire le château fut de nouveau ouvert pendant six mois et exposa les différents développements du château à travers les âges. Par la suite, la seconde phase de rénovation commença, le 4 novembre 2007 précisément, jusqu'au 7 novembre 2008 avec une nouvelle fermeture au public. Elles consistèrent notamment à enlever un toit en bois mis en place en 1980 et qui faisait polémique.
Entre 2009 et 2010, un restaurant fut construit. Actuellement les projets prévoient de remplacer l'escalier menant au château par un chemin en lacets comme par le passé, cela dans le but d'améliorer l'accessibilité du site.

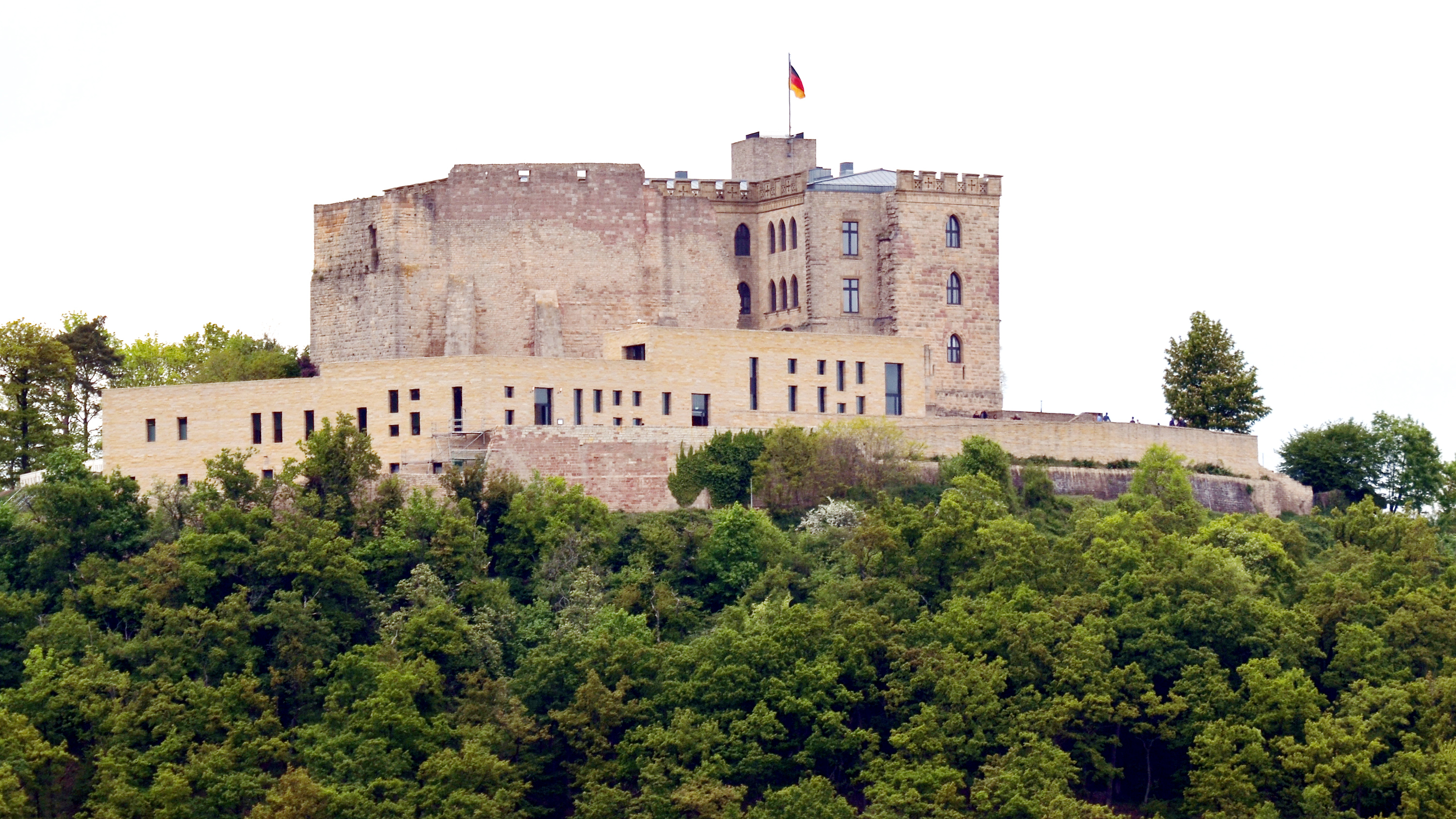
Vue du sud
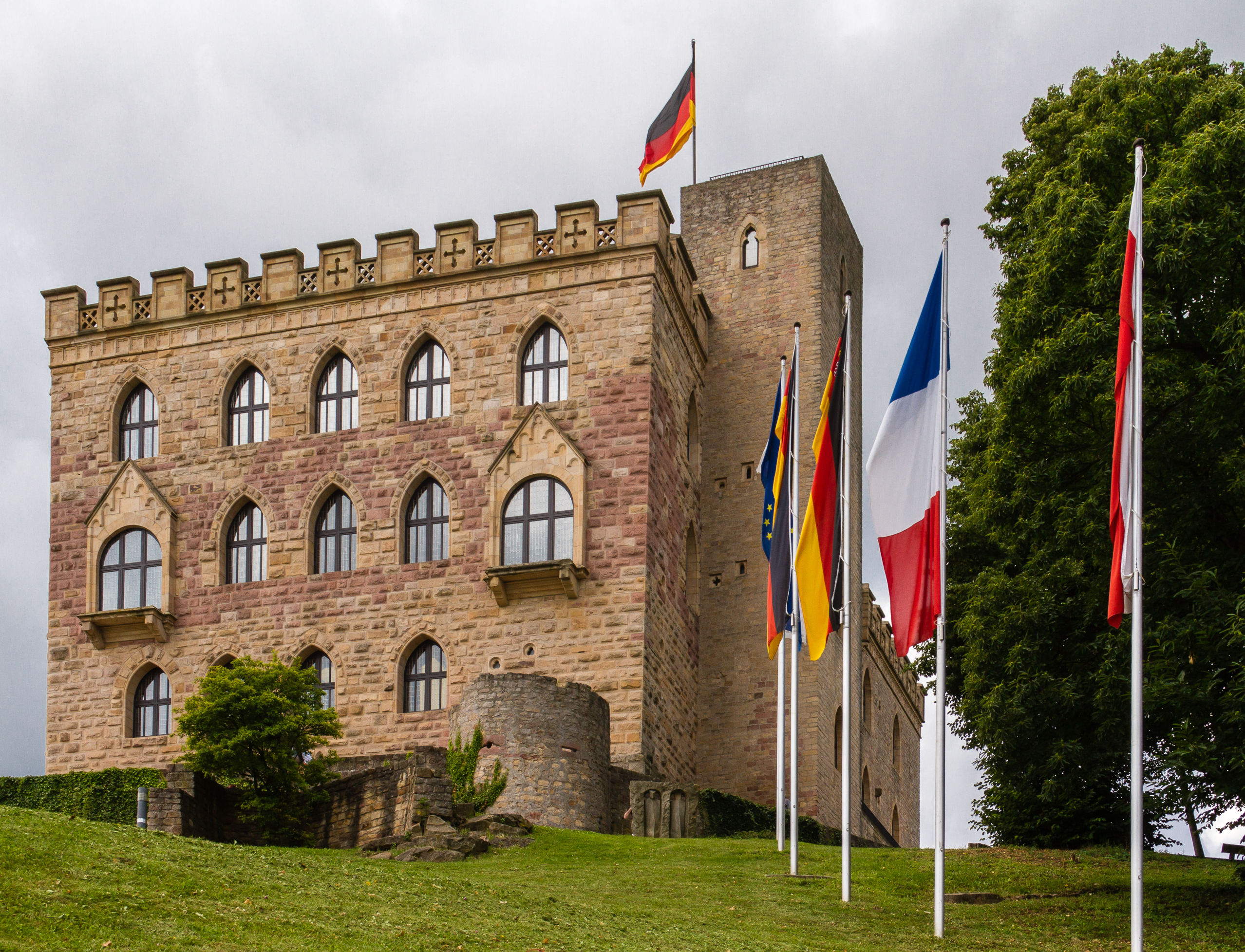
Vue du nord-est
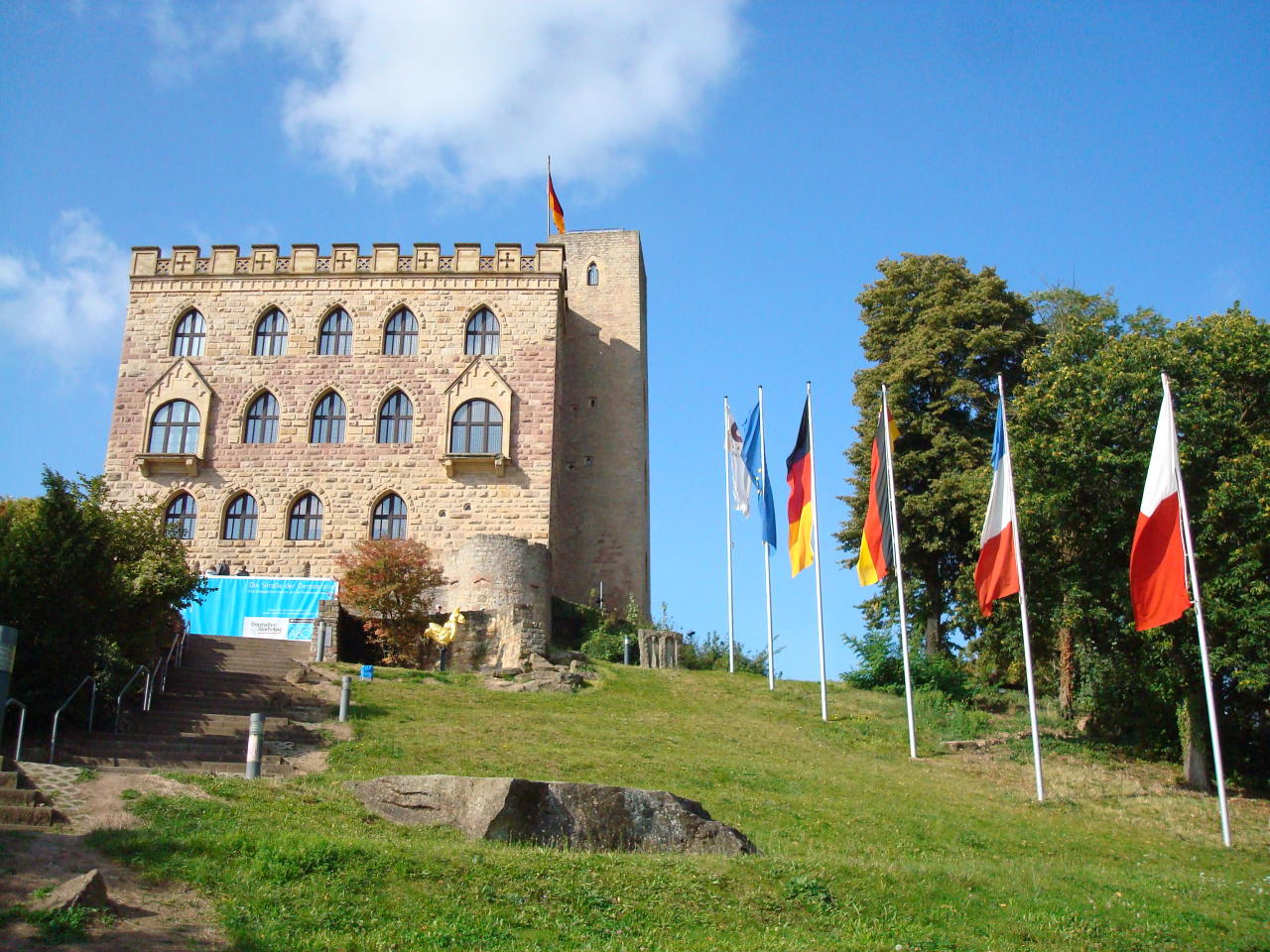
Vue de l'est
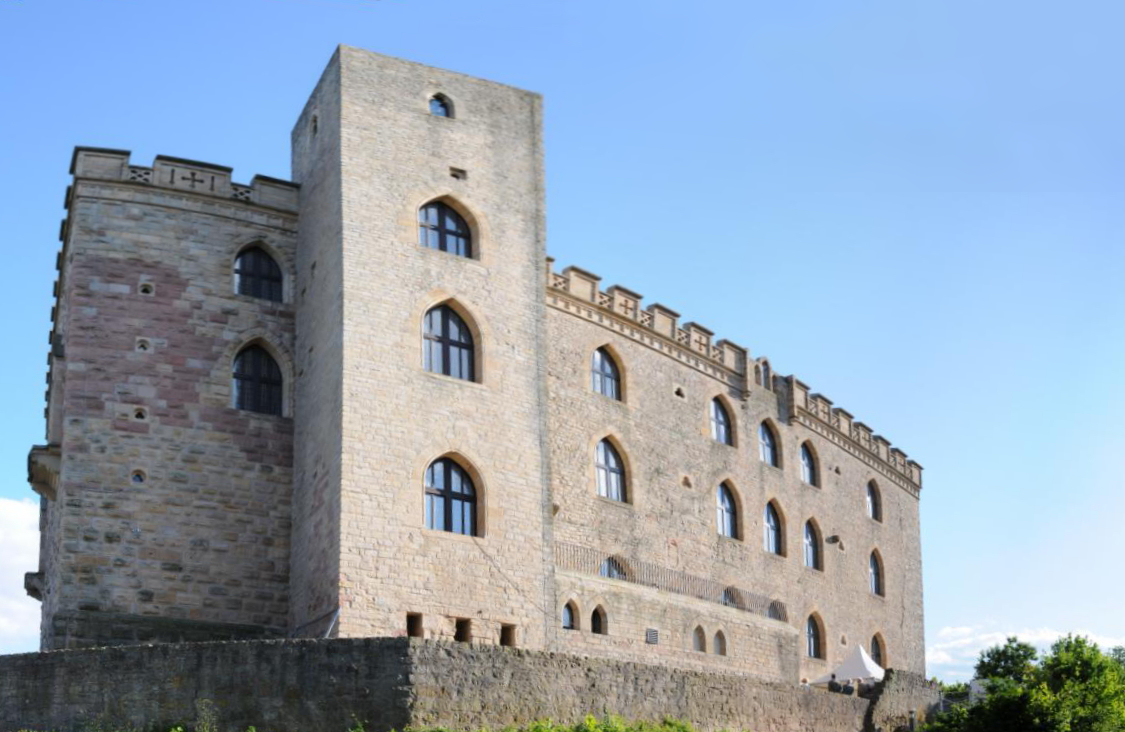
Vue du nord-ouest

Propriétaires du château
Le château appartint à l'Arrondissement de la Route-du-Vin-du-Sud, puis à partir de 1969 à celui de Bad Dürkheim. En 2002, une nouvelle fondation : la Siftung Hambacher Schloss (fondation du château de Hambach), réunissant le Land de Rhénanie-Palatinat, l'arrondissement de Bad Dürkheim, le Bezirksverband Pfalz (collectivité territoriale palatine) et la ville de Neustadt an der Weinstraße devint propriétaire du château. L'État allemand soutient également financièrement la fondation.
Jubilé de 2007
Le 1er avril 2007 pour fêter le jubilé fut organisé pour la première fois un marathon du nom du château, partant de Neustadt et après que son parcours eut sillonné les vignes passant par le château avant de retourner dans la ville de départ. Il y eut 2 350 participants inscrits et 2 200 au départ.
Le 27 mai 2007, le discours pour le jubilé fut prononcé par le président fédéral allemand Richard von Weizsäcker. Les festivités avaient déjà commencé le 11 mai 2007 avec un poème de Albert H. Keil, Nuff uffs Schloss. 
Le 19 juillet 2007 en mémoire de la fête, un défilé rassemblant 11 000 écoliers de la région fut organisé depuis Kirrweiler jusqu'au château, sous le titre « Fête de Hambach de la jeunesse » (Hambacher Fest der Jugend).
Tourisme
Le musée du château accueille annuellement environ 200 000 visiteurs. Parmi les visiteurs remarquables on peut citer le président américain Ronald Reagan le 6 mai 1985 qui prononça un discours sur « la jeunesse du monde ». La plupart des présidents allemands font un passage par le château lors de leur première visite dans le Land de Rhénanie-Palatinat.

## Portée symbolique
Le « Maxburg » est tout particulièrement pour les membres de corps étudiants, un symbole national de la liberté et de la fraternité. Le château est également une étape sur la « route de la démocratie » (Straße der Demokratie) qui s'étire depuis Francfort-sur-le-Main et Lörrach et qui a été inaugurée en 2007.